# 油断
| ウィキペディアには「油断」という見出しの百科事典記事はありません（タイトルに「油断」を含むページの一覧/「油断」で始まるページの一覧）。 代わりにウィクショナリーのページ「油断」が役に立つかもしれません。 |